# Puig de la Font Negra
Puig de la Font Negra är en bergstopp i Spanien.   Den ligger i provinsen Província de Girona och regionen Katalonien, i den nordöstra delen av landet, 500 km öster om huvudstaden Madrid. Toppen på Puig de la Font Negra är 2 730 meter över havet, eller 59 meter över den omgivande terrängen. Bredden vid basen är 0,21 km.
Terrängen runt Puig de la Font Negra är huvudsakligen bergig, men den allra närmaste omgivningen är kuperad.Runt Puig de la Font Negra är det mycket glesbefolkat, med 6 invånare per kvadratkilometer. Närmaste större samhälle är Campdevànol, 19,8 km söder om Puig de la Font Negra. Trakten runt Puig de la Font Negra består i huvudsak av gräsmarker.